# کامن-نا-اوبی
شهر کامن-نا-اوبی (به روسی: Камень-на-Оби) در کشور روسیه و در کرای آلتایی واقع شده‌است.